# O Que É Isso, Companheiro?
O Que É Isso, Companheiro? és una pel·lícula brasilera de 1997, dirigida per Bruno Barreto, amb guió basat parcialment en el llibre homònim de Fernando Gabeira, escrit el 1979. Produït per Luiz Carlos Barreto, és protagonitzat per Pedro Cardoso i Fernanda Torres.
Estrenat als Estats Units amb el títol Four Days in September, va competir per l'Oscar a la millor pel·lícula de parla no anglesa d'aquell any.

## Sinopsi
L'argument explica, amb diverses llicències de ficció, la història real del segrest de l'ambaixador dels Estats Units al Brasil, Charles Burke Elbrick, el setembre de 1969, per membres dels grups guerrillers d'esquerres MR-8 i Ação Libertadora Nacional, que lluitaven contra la dictadura militar establerta al país l'any 1964.
Alguns noms de personatges vinculats a la guerrilla van ser canviats dels seus noms reals al llibre i a la vida real.

## Repartiment
- Pedro Cardoso com Paulo / Fernando Gabeira
- Fernanda Torres com Maria / Maria Augusta Carneiro Ribeiro
- Alan Arkin com Charles Burke Elbrick
- Selton Mello com Oswaldo / Diógenes
- Luiz Fernando Guimarães com Marcão / Franklin Martins
- Matheus Nachtergaele com Jonas / Virgílio Gomes da Silva
- Cláudia Abreu com Renée / Vera Sílvia Magalhães
- Caio Junqueira com Julio / Cid Benjamin
- Nélson Dantas com Toledo / Joaquim Câmara Ferreira
- Fernanda Montenegro com Dona Margarida / Elba Souto-Maior
- Eduardo Moscovis com Artur
- Marco Ricca com Henrique
- Maurício Gonçalves com Brandão
- Alessandra Negrini com Lília
- Fisher Stevens com Mowinckel
- Lulu Santos com Sargento Eiras
- Caroline Kava com Elvira Elbrick

## Producció
La pel·lícula es basa "vagament" en les memòries de 1979 O Que É Isso, Companheiro?, escrites pel polític Fernando Gabeira. El 1969, com a membre del Movimento Revolucionário 8 de Outubro (MR-8), un grup d'estudiants guerrillers va participar en el segrest de l'ambaixador dels Estats Units al Brasil, volent bescanviar-lo per l'alliberament dels presos polítics d'esquerres. El MR-8 va protestar contra la recent conquesta del Brasil per part d'un govern militar i va demanar l'alliberament dels presos polítics. No obstant això, l'exèrcit va augmentar la repressió de la dissidència, els membres de l'MR-8 i l'ALN van ser torturats per la policia i la democràcia no es va restablir al Brasil fins al 1985.
Més tard, Gabeira es va convertir en periodista i polític, elegit diputat federal pel Partit Verd.

## Recepció
La pel·lícula va rebre crítiques diverses, en part a causa de la seva història fictícia brasilera i la seva incòmoda representació d'activitats terroristes per part d'estudiants radicals. Stephen Holden de The New York Times va escriure: "O Que É Isso, Companheiro? és un híbrid inquietant de suspens polític i una meditació intensificada sobre el terrorisme, la seva psicologia i les seves conseqüències". Va assenyalar que la pel·lícula suggereix que el segrest va ser seguit per pitjors esdeveniments polítics, amb una major repressió i tortura dels membres de MR-8. Descriu el paper de Pedro Cardoso com el personatge més complex.
Roger Ebert va donar dues estrelles a la pel·lícula, dient que estava marcada per la "tristesa silenciosa" i que "la pel·lícula examina la manera en què els idealistes ingenus han assumit més del que poden suportar". Suggereix que la pel·lícula intenta humanitzar ambdues parts, però sembla confusa. Ebert escriu: "El punt de vista és el d'un home de mitjana edat que ja no entén per què, de jove, estava tan segur de coses que ara semblen tan intrigants".

## Premis i nominacions
| Any  | Premi                                         | Categoria                                        | Nominacions                                      | Resultat  | Ref.  |
| ---- | --------------------------------------------- | ------------------------------------------------ | ------------------------------------------------ | --------- | ----- |
| 1997 | American Film Institute                       | Premi del Público - Millor llargmetratge         | Bruno Barreto                                    | Guanyador |       |
| 1997 | Festival Internacional de Cinema de Berlín    | Ós d'Or a la millor pel·lícula                   | Ós d'Or a la millor pel·lícula                   | Nominat   |       |
| 1997 | Setmana Internacional de Cinema de Valladolid | Espiga d'Or                                      | Bruno Barreto                                    | Nominat   |       |
| 1998 | Premis Oscar                                  | Oscar a la millor pel·lícula de parla no anglesa | Oscar a la millor pel·lícula de parla no anglesa | Nominat   |       |
| 1998 | Prêmio Guarani de Cinema Brasileiro           | Millor pel·lícula                                | Millor pel·lícula                                | Guanyador | [ 6 ] |
| 1998 | Prêmio Guarani de Cinema Brasileiro           | Millor direcció                                  | Bruno Barreto                                    | Guanyador | [ 6 ] |
| 1998 | Prêmio Guarani de Cinema Brasileiro           | Millor actor                                     | Pedro Cardoso                                    | Nominat   | [ 6 ] |
| 1998 | Prêmio Guarani de Cinema Brasileiro           | Millor actriu                                    | Fernanda Torres                                  | Nominat   | [ 6 ] |
| 1998 | Prêmio Guarani de Cinema Brasileiro           | Millor actor de repartiment                      | Matheus Nachtergaele                             | Guanyador | [ 6 ] |
| 1998 | Prêmio Guarani de Cinema Brasileiro           | Millor actriu de repartiment                     | Cláudia Abreu                                    | Nominat   | [ 6 ] |
| 1998 | Prêmio Guarani de Cinema Brasileiro           | Millor guió                                      | Leopoldo Serran                                  | Guanyador | [ 6 ] |
| 1998 | Prêmio Guarani de Cinema Brasileiro           | Millor vestuari                                  | Emília Ducan                                     | Nominat   | [ 6 ] |
| 1998 | Prêmio Guarani de Cinema Brasileiro           | Millor banda sonora                              | Stewart Copeland                                 | Nominat   | [ 6 ] |